# Sargus scutellatus
Sargus scutellatus är en tvåvingeart som först beskrevs av Charles Athanase Walckenaer 1802.  Sargus scutellatus ingår i släktet Sargus och familjen vapenflugor. Inga underarter finns listade i Catalogue of Life.